# Enzo Coloni Racing Car Systems
 Enzo Coloni Racing Car Systems  més conegut per Coloni va ser un constructor italià de motors de competició que va arribar a disputar curses a la Fórmula 1 també com a escuderia pròpia.

## Història

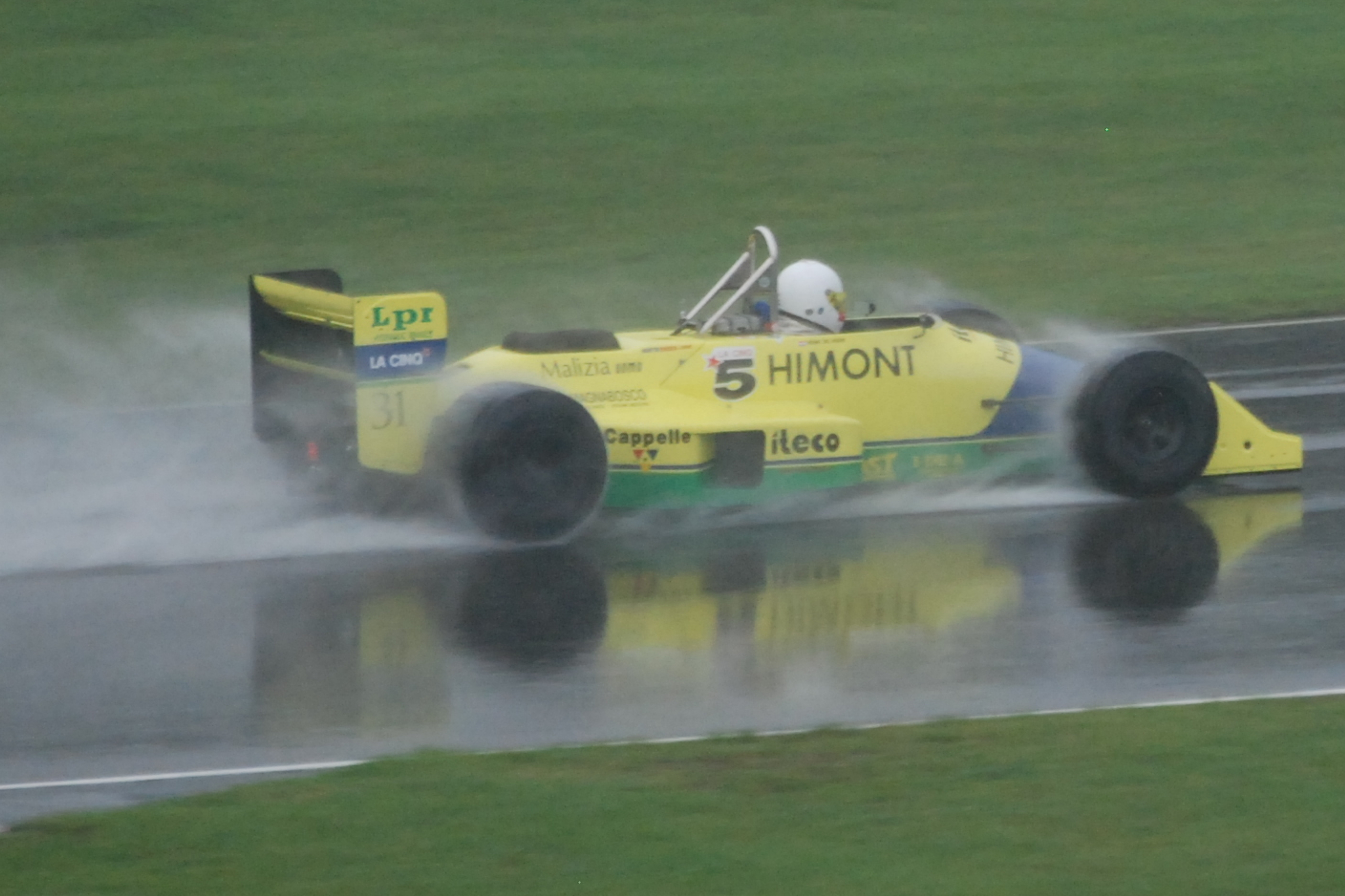
Un Coloni de la temporada 1989 a una demostració (2008).

L'equip va ser fundat per Enzo Coloni l'any 1983 i tenien la seu a Perusa, Itàlia.
Va debutar a la F1 el 6 de setembre del 1987 al GP d'Itàlia, disputant vuitanta-dues curses (classificant-se per disputar la cursa en només catorze d'elles) entre la temporada 1987 i la temporada 1991, retirant-se de la F1 per problemes econòmics.
L'equip va aconseguir una vuitena posició com millor classificació en una cursa (GP del Canadà'88) i no va assolir cap punt pel campionat del món de constructors.

## Resum
| Curses: | Victòries: | Pòdiums: | Poles: | Voltes ràpides: | Punts: |
| ------- | ---------- | -------- | ------ | --------------- | ------ |
| 82 (14) | 0          | 0        | 0      | 0               | 0      |